# Coalizione dello Stato di Diritto
La Coalizione dello Stato di Diritto è una coalizione di partiti politici iracheni conservatori, formata dal Primo ministro Nuri al-Maliki in vista delle elezioni provinciali del 2009. Essa ottenne circa il 26 % dei voti, ed 89 seggi, durante le elezioni parlamentari in Iraq del 2010. La Coalizione era costituita essenzialmente dal Partito Islamico Da'wa, guidato da Nuri al-Maliki, assieme ad altri gruppi politici e candidati indipendenti.
Maggioritaria nel sud del Paese, il suo elettorato proviene soprattutto dalla maggioranza sciita.

## Elezioni

### Elezioni provinciali del 2009
Alle elezioni provinciali del 2009, la Coalizione dello Stato di Diritto era composta dai seguenti partiti:
- Partito Islamico Da'wa – guidato dal Primo Ministro iracheno Nuri al-Maliki
- Partito Islamico Da'wa-Organizzazione dell'Iraq – guidato da Hashim Al-Mosawy
- Gruppo Indipendente – guidato dal Ministro del Petrolio iracheno Hussain al-Shahristani
- Gruppo Solidarietà – guidato dall'ex Ministro di Stato e deputato iracheno Qassim Daud
- Unione islamica dei turcomanni iracheni – guidato dal deputato iracheno Abbas al-Bayati
- Movimento Fratellanza dei Curdi Feli
- Gruppo Rivolta Shaabani 1991
- numerosi candidati indipendenti.

La Coalizione dello Stato di Diritto risultò la lista maggioritaria con il 19,1% dei voti e 126 seggi (su 440).

### Elezioni legislative del 2010
Alle elezioni parlamentari in Iraq del 2010, la Coalizione dello Stato di Diritto era composta dagli stessi partiti, con qualche modesta differenza:
- Partito Islamico Da'wa – guidato dal Primo Ministro iracheno Nuri al-Maliki
- Partito Islamico Da'wa-Organizzazione dell'Iraq – guidato da Hashim Al-Mosawy
- Fronte Nazionale per la Salvezza dell'Iraq – movimento dell'Anbar guidato dallo sceicco Ali Hatem al-Suleiman
- Movimento Arabo Indipendente – guidato dall'ex vice-Primo Ministro Abid Mutlak al-Juburi
- Gruppo Iracheno Indipendente Unito – guidato da Thaer al-Feyli
- Raggruppamento Kafaat Iracheno Indipendente – guidato dal portavoce del governo Ali al-Dabbagh
- Il Raggruppamento-Al-Tajamo – guidato dagli ex membri della Lista Nazionale Irachena Mahdi al-Hafez e Safiah al-Suhail
- Unione islamica dei turcomanni iracheni – guidato da Abbas al-Bayati
- Gli Indipendenti - guidato dal Ministro del Petrolio iracheno Hussain al-Shahristani
- numerosi candidati indipendenti, tra cui inizialmente il Ministro della Difesa Abdul Qadir Obeidi, che tuttavia fu escluso per legami con il partito Ba'th.

La coalizione ottenne 2.792.083 di voti, pari al 24,22% del totale, guadagnando 89 seggi, due in meno della coalizione maggioritaria Iraqiyya.
Tuttavia il 4 maggio 2010, due mesi dopo le elezioni legislative del 7 marzo, la Coalizione dello Stato di Diritto si mette d'accordo con la coalizione dell'Alleanza Nazionale Irachena, che ha guadagnato 70 seggi alle elezioni, per formare un'unica grande coalizione nel Parlamento iracheno.
Nuri al-Maliki viene confermato Primo Ministro.

### Elezioni provinciali del 2013
Alle elezioni provinciali del 2013, la Coalizione dello Stato di Diritto era composta dagli stessi partiti, con qualche modesta differenza:
- Partito Islamico Da'wa – guidato dal Primo Ministro iracheno Nuri al-Maliki
- Partito Islamico Da'wa-Organizzazione dell'Iraq
- Gruppo Indipendente – guidato dal Ministro del Petrolio iracheno Hussain al-Shahristani
- Organizzazione Badr – guidato da Hadi Al-Amiri
- Tendenza di Riforma Nazionale – guidato dall'ex Primo Ministro iracheno Ibrahim al-Jaafari
- Partito Islamico della Virtù – guidato da Abd al-Rahim al-Hasini
- Gruppo Solidarietà – guidato dall'ex Ministro di Stato e deputato iracheno Qassim Daud
- Unione islamica dei turcomanni iracheni – guidato dal deputato iracheno Abbas al-Bayati
- Gruppo Iracheni bianchi – guidato da Hassan Alawi
- Movimento Fratellanza dei Curdi Feli
- Gruppo Rivolta Shaabani 1991
- numerosi candidati indipendenti

### Elezioni legislative del 2014
Alle elezioni parlamentari in Iraq del 2014, la Coalizione dello Stato di Diritto era composta dagli stessi partiti, con qualche modesta differenza. Il partito principale era sempre il Partito Islamico Da'wa, guidato dal Primo Ministro iracheno Nuri al-Maliki.
La coalizione ottenne 3.141.835 di voti, pari al 24,14% del totale, guadagnando 89 seggi, risultando la lista maggioritaria a livello nazionale.
Tuttavia a causa delle rivolte sunnite contro il premier Nuri al-Maliki, il ruolo di Primo Ministro fu conferito a Haydar al-'Abadi.

### Elezioni legislative del 2018
Alle elezioni parlamentari in Iraq del 2018, la Coalizione dello Stato di Diritto era formata soltanto da una parte del Partito Islamico Da'wa, quella fedele all'ex Primo Ministro iracheno Nuri al-Maliki, mentre un'altra parte del Partito Islamico Da'wa, quella fedele al Primo Ministro in carica Haydar al-'Abadi, si presentò, assieme ad una parte dei movimenti di protesta sunniti, nella coalizione dell'Alleanza della Vittoria.
La divisione interna del principale partito della coalizione ebbe un esito negativo sui risultati elettorali.
La Coalizione dello Stato di Diritto, guidata da Nuri al-Maliki, ottenne soltanto 25 seggi, mentre l'Alleanza della Vittoria guidata da Haydar al-'Abadi ottenne 42 seggi.
Altri due raggruppamenti di partiti sciiti ottennero un numero maggiore di voti e di seggi: la coalizione Saairun, guidata da Muqtada al-Sadr, e l'Alleanza Fatah, guidata da Hadi Al-Amiri (quest'ultima composta principalmente dal partito del Supremo Consiglio Islamico Iracheno e dall'Organizzazione Badr).